# The Idler (film 1914 Carleton)
The Idler è un film muto del 1914 diretto da Lloyd B. Carleton che si basa sull'omonimo lavoro teatrale di C. Haddon Chambers, andato in scena in prima al Lyceum Theatre di Broadway l'11 novembre 1890. Il film aveva come interpreti Walter Hitchcock, Catherine Countiss, Stuart Holmes, Charles Richman, Claire Whitney, W.T. Carleton, Maude Turner Gordon.

## Trama
In Inghilterra, sia il ricco Mark Cross che uno dei suoi impiegati, John Harding, sono innamorati della stessa donna, Helen Merryweather. Cross, però, dopo una notte di bagordi, si ritrova sposato con una ballerina di nome Inez. Presto si accorge che la moglie lo tradisce e, deluso, parte per il West, dove tanti, da tutte le parti del mondo, arrivano per partecipare alla corsa dell'oro. Anche Harding, in cerca di fortuna, si reca oltreoceano per lo stesso motivo. Incidentalmente, Harding uccide un altro cercatore, Frank Strong, cosa che provoca la reazione del fratello di questi, Simon, deciso a vendicarlo. Ma Harding torna a casa venendo a sapere della morte dello zio, che lo ha lasciato erede delle sue proprietà e del suo titolo. Anche Cross torna in Inghilterra accompagnato da Simon, che vuole ritrovare Harding. Scoprendo che Helen si è sposata, Mark la attira nel proprio appartamento, cercando di comprometterla. Arriva Harding e tra i due rivali in amore c'è un chiarimento che, alla fine, li porta a stringersi la mano. Simon, intanto, si è innamorato di Kate, la sorella di Helen. Messa una pietra sopra il passato e lasciando perdere la vendetta, fa la pace con Harding, mentre Mark, dal canto suo, riprende i suoi solitari vagabondaggi.

## Produzione
Il film fu prodotto dalla Box Office Attractions Company.

## Distribuzione
Il copyright del film, richiesto da William Fox, fu registrato il 13 dicembre 1914 con il numero LP5181.

Distribuito dalla William Fox Photoplays Supreme, il film - presentato da William Fox - uscì nelle sale cinematografiche degli Stati Uniti nel dicembre 1914.
Non si conoscono copie ancora esistenti della pellicola che viene considerata presumibilmente perduta.